# Europacentrum
Het Europacentrum (voluit "Residentie Europacentrum") is een woontoren in de Belgische badstad Oostende. De grond waarop het gebouw staat wordt begrensd door de Vlaanderenstraat, de Langestraat, de Christinastraat en de Van Iseghemlaan. Hier stonden vroeger de Koninklijke Schouwburg (architect Alban Chambon, 1905) en een aantal woonhuizen met handelsgelijkvloers. De afstand tot het strand is ongeveer 80 meter.
Het Europacentrum werd ontworpen door architect L. Sorée, de bouwactiviteiten werden uitgevoerd door de firma Van Biervliet uit Brussel.
De toren heeft een hoogte van 103,9 meter, telt 34 verdiepingen en is daarmee het hoogste flatgebouw van Oostende en West-Vlaanderen. De bouw begon in 1967 en eindigde in het jaar 1969. De lagere gedeelten kant Langestraat werden nog later gebouwd. Het gebouw wordt voornamelijk gebruikt als woonruimte (het telt 300 wooneenheden) maar ook als parking, kantoorgebouw en heeft op het gelijkvloers meerdere restaurants, cafés, een lunapark en andere handelszaken.
Vroeger had het Europacentrum ook op de 34ste verdieping een cafetaria, waar je een panoramisch uitzicht had en daardoor veel bezoekers trok. Maar omwille van veiligheidsredenen werd deze in 1996 gesloten.

## Kritiek
De woontoren kreeg al tijdens de bouw kritiek. Onder meer de grote hoogte vergeleken met de omliggende gebouwen, de turbulentie rond de woontoren, en de beperkte toegangen tot het gebouw.